# 佐賀県特別支援学校一覧
佐賀県特別支援学校一覧（さがけんとくべつしえんがっこういちらん）は、佐賀県の特別支援学校の一覧。

## 国立特別支援学校
- 佐賀大学教育学部附属特別支援学校

## 特別支援学校（知的障害、肢体不自由、病弱教育）

### 佐賀市
- 佐賀県立大和特別支援学校
- 佐賀県立金立特別支援学校

### 伊万里市
- 佐賀県立伊万里特別支援学校

### 唐津市
- 佐賀県立唐津特別支援学校

### 嬉野市
- 佐賀県立うれしの特別支援学校

### みやき町
- 佐賀県立中原特別支援学校

## 特別支援学校（視覚障害）

### 佐賀市
- 佐賀県立盲学校

## 特別支援学校（聴覚障害）

### 佐賀市
- 佐賀県立ろう学校

## リンク
- 佐賀県教育委員会